# Hofterupsdösen

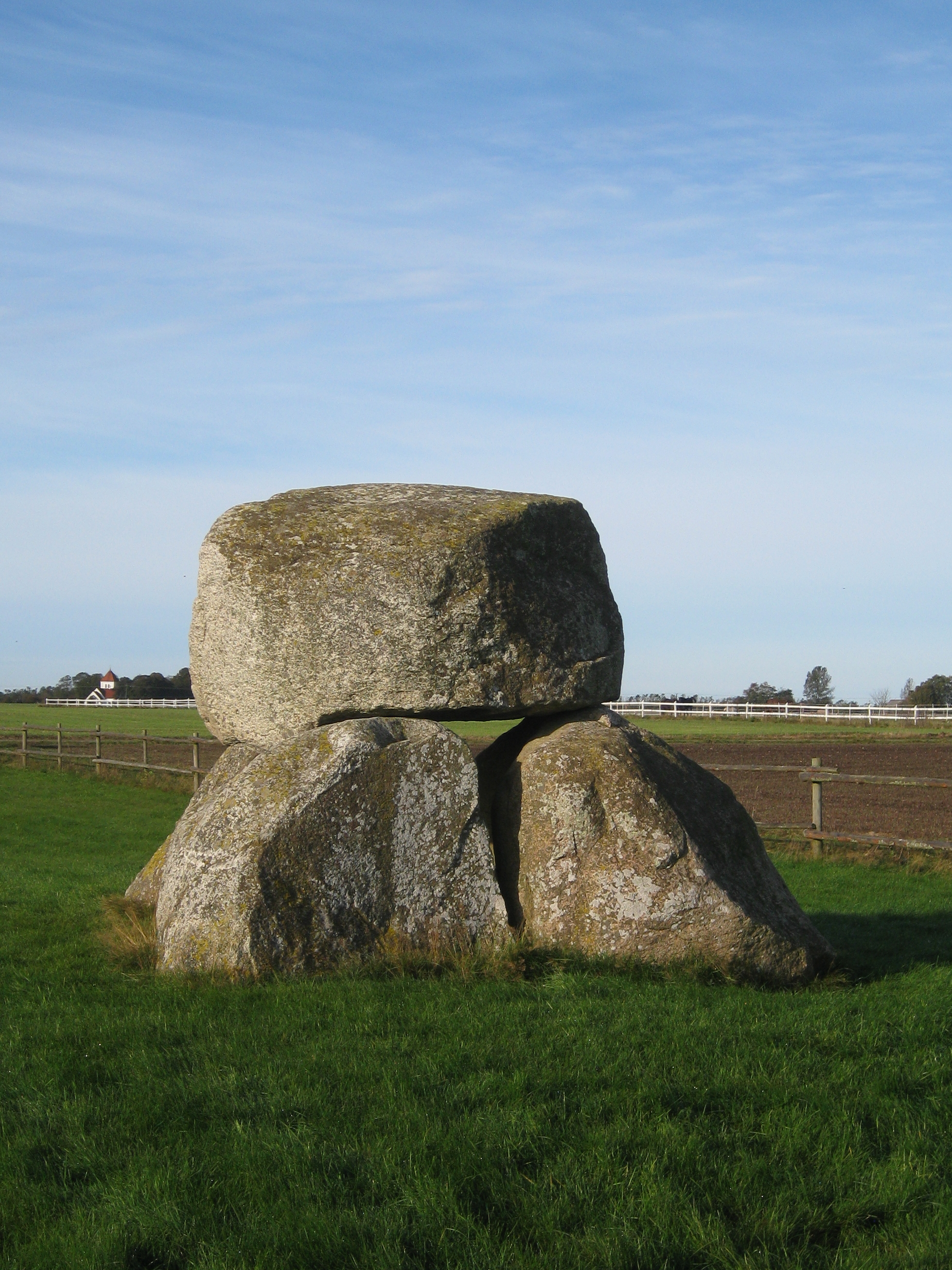
Hofterupsdösen

Hofterupsdösen är en så kallad dös, en stenkammargrav från yngre stenåldern. Den är belägen i strax öster om Hofterups kyrka i Kävlinge kommun. Den består av fyra 1,2 x 1,2 meter breda stenblock som bildar en fyrsidig kammare med ett 1,3 x 1,8 x 1 meter stort takblock. På takblockets ovansida har man funnit så kallade skålgropar. Graven var ursprungligen täckt av en rund eller rektangulär jordhög. (Hofterup 1:1)